# لوتارو فرنانديز
لوتارو فرنانديز (بالإسبانية: Lautaro Fernández)‏ هو لاعب كرة قدم أرجنتيني في مركز الهجوم، ولد في 7 سبتمبر 1993 في مدينة سانتا روزا، لا بامبا في الأرجنتين. لعب مع أتليتكو بلاتينسي ‏.

## وصلات خارجية
- لوتارو فرنانديز على موقع قاعدة بيانات كرة القدم.إي يو (الإنجليزية)
- لوتارو فرنانديز على موقع Soccerway.com (الإنجليزية)
- لوتارو فرنانديز على موقع عالم كرة القدم.نت (الإنجليزية)